# Don Clarke (Komiker)
Donald „Don“ Clarke (* 8. Februar 1956 in Halifax, Großbritannien) ist ein britisch-deutscher Stand-up-Comedian und Moderator.

## Leben
Don Clarke wuchs in Halifax (West Yorkshire) auf und kam mit Mitte zwanzig als Maler nach Lauenburg (Deutschland). Als er feststellte, dass keine Maler mehr benötigt wurden, gab er sich spontan als Maurer aus und bekam so genügend Aufträge, um weiter in Deutschland leben zu können.
Seine Comedy-Karriere begann 1995 im Rahmen eines Tages der offenen Tür in seiner damaligen Hippie-Wohngemeinschaft. Mitbewohner; Freunde und Gäste musizierten gemeinsam. Mangels seines musikalischen Talentes entschied sich Don, Zaubertricks vorzuführen. Als er merkte, dass auch dies scheiterte, entschied er sich kurzerhand dafür, ein Comedy-Set vorzuspielen. Es folgten Auftritte in anderen Wohngemeinschaften, beim Straßenfest und verschiedenen Mitarbeiterfeiern. Seit 1997 tourt er als Vollzeit-Comedian durch die Republik. 

## Soloprogramme
- Natural Born Comedian
- SEXundSECHZIG

## TV und Auszeichnungen (Auswahl)
- Hamburger Comedy Pokal (3. Platz)
- Bremer Comedy Preis (Publikumspreis)
- Cindy & die jungen Wilden (RTL)
- Schwarz Rot Pink (Sat.1)
- Vereinsheim Schwabing (br)